# Arachnospora insolita
Arachnospora insolita är en svampart som beskrevs av R.F. Castañeda, Minter & Camino 2003. Arachnospora insolita ingår i släktet Arachnospora, divisionen sporsäcksvampar och riket svampar.   Inga underarter finns listade i Catalogue of Life.